# Estádio Municipal Arlindo Braz da Silva
Estádio Municipal Arlindo Braz da Silva – stadion piłkarski w Humaitá, Amazonas, Brazylia. Na którym swoje mecze rozgrywa klub Grêmio Esportivo Humaitá.